# Albert Ramos Viñolas
Albert Ramos Viñolas (Mataró, 17 de gener de 1988) és un tennista català, professional des de l'any 2007 i campió de quatre títols ATP 250.

## Carrera esportiva
El 2011 Ramos va accedir per primer cop al quadre final de Roland Garros després de jugar tres durs partits a la prèvia. A la primera ronda del quadre final va jugar contra Javier Martí al qui va derrotar en 5 sets en un maratonià partit. A segona ronda, ja va tenir més mala sort i va perdre contra el finalista de l'edició anterior, Robin Soderling en 3 sets. L'any 2012 va disputar la seva primera final en un torneig del circuit ATP a Casablanca però fou derrotat per Pablo Andújar. Els 2016 va guanyar el seu primer torneig ATP a Bastad derrotant a la final a Fernando Verdasco.

## Palmarès

### Individual: 12 (4−8)
| Llegenda                          |
| --------------------------------- |
| Grand Slams (0−0)                 |
| ATP Finals (0−0)                  |
| ATP World Tour Masters 1000 (0−1) |
| ATP World Tour 500 (0−0)          |
| ATP World Tour 250 (4−7)          |

| Títols per superfície |
| --------------------- |
| Dura (0−1)            |
| Gespa (0−0)           |
| Terra batuda (4−7)    |

| Resultat  | Núm. | Data                 | Torneig            | Superfície   | Oponent                 | Marcador            |
| --------- | ---- | -------------------- | ------------------ | ------------ | ----------------------- | ------------------- |
| Finalista | 1.   | 15 d'abril de 2012   | Casablanca, Marroc | Terra batuda | Pablo Andújar           | 1−6, 6−7(5)         |
| Guanyador | 1.   | 17 de juliol de 2016 | Bastad, Suècia     | Terra batuda | Fernando Verdasco       | 6−3, 6−4            |
| Finalista | 2.   | 2 d'octubre de 2016  | Chengdu, Xina      | Dura         | Karén Khatxànov         | 7−6(4), 6−7(3), 3−6 |
| Finalista | 3.   | 6 de març de 2017    | São Paulo, Brasil  | Terra batuda | Pablo Cuevas            | 7−6(3), 4−6, 4−6    |
| Finalista | 4.   | 23 d'abril de 2017   | Montecarlo, Mònaco | Terra batuda | Rafael Nadal            | 1−6, 3−6            |
| Finalista | 5.   | 11 de febrer de 2018 | Quito, Equador     | Terra batuda | Roberto Carballés Baena | 3−6, 6−4, 4−6       |
| Guanyador | 2.   | 28 de juliol de 2019 | Gstaad, Suïssa     | Terra batuda | Cedrik-Marcel Stebe     | 6−3, 6−2            |
| Finalista | 6.   | 3 d'agost de 2019    | Kitzbühel, Àustria | Terra batuda | Dominic Thiem           | 6−7(0), 1−6         |
| Finalista | 7.   | 28 de febrer de 2021 | Córdoba, Argentina | Terra batuda | Juan Manuel Cerúndolo   | 0−6, 6−2, 2−6       |
| Guanyador | 3.   | 2 de maig de 2021    | Estoril, Portugal  | Terra batuda | Cameron Norrie          | 4−6, 6−3, 7−6(3)    |
| Guanyador | 4.   | 6 de febrer de 2022  | Córdoba            | Terra batuda | Alejandro Tabilo        | 4−6, 6−3, 6−4       |
| Finalista | 8.   | 23 de juliol de 2023 | Gstaad             | Terra batuda | Pedro Cachin            | 6−3, 0−6, 5−7       |

### Dobles masculins: 1 (0−1)
| Resultat  | Núm. | Data                 | Torneig        | Superfície   | Parella        | Oponents                      | Marcador         |
| --------- | ---- | -------------------- | -------------- | ------------ | -------------- | ----------------------------- | ---------------- |
| Finalista | 1.   | 15 de juliol de 2013 | Bastad, Suècia | Terra batuda | Carlos Berlocq | Nicholas Monroe Simon Stadler | 2−6, 6−3, [3−10] |

### Equips: 2 (0−2)
| Resultat  | Núm. | Data                | Torneig                    | Superfície | Equip                                                                    | Oponents                                                                 | Marcador |
| --------- | ---- | ------------------- | -------------------------- | ---------- | ------------------------------------------------------------------------ | ------------------------------------------------------------------------ | -------- |
| Finalista | 1.   | 12 de gener de 2020 | ATP Cup, Sydney, Austràlia | Dura       | R. Bautista Agut Pablo Carreño Busta Feliciano López Rafael Nadal        | Nikola Čačić Novak Đoković Dušan Lajović Nikola Milojević Viktor Troicki | 1−2      |
| Finalista | 2.   | 9 de gener de 2022  | ATP Cup, Sydney (2)        | Dura       | R. Bautista Agut Pablo Carreño Busta A. Davidovich Fokina Pedro Martínez | F. Auger-Aliassime Steven Diez Denis Shapovalov Brayden Schnur           | 0−2      |

## Trajectòria

### Individual
| Open d'Austràlia | Q1  | A     | 1R    | 1R          | 1R          | 1R          | 2R    | 1R          | 3R          | 1R          | 1R          | 1R    | 1R | 1R | 1R | 0 / 13    | 3 − 13    |
| Roland Garros | Q2  | 2R    | 1R    | 1R          | 1R          | 1R          | QF    | 4R          | 3R          | 1R          | 2R          | 1R    | 2R | 1R |    | 0 / 13    | 12 − 13   |
| Wimbledon | Q1  | A     | 1R    | 1R          | 1R          | 2R          | 3R    | 3R          | 1R          | 1R          | NC          | 1R    | 1R | 1R |    | 0 / 11    | 5 − 11    |
| US Open | A   | 1R    | 2R    | 1R          | 1R          | 1R          | 2R    | 2R          | 1R          | 1R          | 1R          | 2R    | 2R | 1R |    | 0 / 13    | 5 − 13    |
| Jocs Olímpics | NC  | NC    | A     | No celebrat | No celebrat | No celebrat | 1R    | No celebrat | No celebrat | No celebrat | No celebrat | A     | NC | NC |    | 0 / 1     | 0 – 1     |
| Total Victòries–Derrotes                                                                                                   | 2−4 | 13−16 | 25−30 | 20−23       | 13−20       | 16−23       | 34−31 | 34−31       | 21−28       | 30−24       | 9−14        | 24−25 |    |    |    | 241 − 270 | 241 − 270 |
| Rànquing a final d'any | 123 | 66    | 50    | 83          | 63          | 54          | 27    | 23          | 65          | 41          | 46          | 45    |    |    |    |           |           |
| Llegenda: G: Guanyador; F: Finalista; SF: Semifinalista; QF: Quarts de final; Q: Qualificació; A: Absent; RR: Round Robin; |     |       |       |             |             |             |       |             |             |             |             |       |    |    |    |           |           |

### Dobles masculins
| Open d'Austràlia | A   | 1R   | 1R   | 1R  | 1R   | 1R   | 1R   | 3R   | 1R  | 1R  | 1R  | 1R | 1R | 0 / 12   | 2 − 12   |
| Roland Garros | A   | 1R   | 1R   | A   | 1R   | 1R   | 1R   | 1R   | A   | 2R  | 1R  | 2R | 1R | 0 / 10   | 2 − 10   |
| Wimbledon | A   | 1R   | 1R   | A   | 1R   | 1R   | 1R   | 1R   | A   | NC  | 1R  | 1R |    | 0 / 8    | 0 − 8    |
| US Open | 1R  | 1R   | 2R   | A   | 1R   | 1R   | 1R   | 1R   | 2R  | 1R  | 1R  | 1R |    | 0 / 11   | 2 − 11   |
| Total Victòries–Derrotes                                                                                                   | 0−7 | 5−16 | 6−13 | 0−6 | 1−11 | 2−16 | 6−24 | 2−13 | 3−7 | 1−6 | 0−8 |    |    | 26 − 132 | 26 − 132 |
| Rànquing a final d'any | 544 | 350  | 208  | −   | 605  | 583  | 149  | 277  | 291 | 503 |     |    |    |          |          |
| Llegenda: G: Guanyador; F: Finalista; SF: Semifinalista; QF: Quarts de final; Q: Qualificació; A: Absent; RR: Round Robin; |     |      |      |     |      |      |      |      |     |     |     |    |    |          |          |